# حومه همستد گاردن
حومه همستد گاردن (به انگلیسی: Hampstead Garden Suburb) یک ناحیه و حومه شهر در بریتانیا است که در منطقه بارنت لندن واقع شده‌است.